# Mity greckie (monografia)
Mity greckie (ang. The Greek myths) – kompendium mitologii greckiej Roberta Gravesa wydane w 1955 w Londynie przez Penguin Books.
Książka, w oryginale wydawana zazwyczaj w dwóch tomach, zawiera szczegółowe opracowanie wierzeń i podań zawartych w mitologii greckiej. Zawiera opis 171 greckich mitów, opowiadające m.in. o stworzeniu świata, charakteryzujące bogów i zawierające opis przygód herosów; narratorami wszystkich są Antoninus Pius, Plutarch bądź Pauzaniasz.
Polskie wydanie książki ukazało się w 1967 nakładem Państwowego Instytutu Wydawniczego w serii „Rodowody Cywilizacji”; wielokrotnie wznawiane. Autorem przekładu jest Henryk Krzeczkowski.